# Lefebvre
A Lefebvre vagy Lefèbvre francia családnév. Eredetileg foglalkozásnév volt. Jelentése: kovács: patkókat és vasalásokat készítő fémfeldolgozó, olykor állatgyógyítással is foglalkozó mesterember. Változatai: Lefèvre, Lefeuvre, Lefébure. 2014-ben a 20. leggyakoribb vezetéknév volt Franciaországban.

## Más nyelvekben
- Fabbri, Fabbro, Fabris, Ferrara, Ferraro, Ferrari, Ferrera, Ferrer – olaszul
- Feraru, Fieraru – románul
- Ferreiro, Ferreira – portugálul
- Ferrer, Ferré, Farré, Fabre, Fabra – katalánul
- Herrero, Ferrero – spanyolul
- Kovács – magyarul
- Kovač/Ковач, Kovačević/Ковачевић, Kovačić/Ковачић, Kovačev/Коваче – horvátul / szerbül
- Kovač, Kovačič – szlovénül
- Kováč, Kováčik, Kovačovič – szlovákul
- Kovacsev (Ковачев) – bolgárul
- Kowal, Kowalski, Kowalik, Kowalczyk, Kowalewski – lengyelül
- Kovalenko (Коваленко), Kovalcsuk (Ковальчук), Koval (Коваль) – ukránul
- Kovaljov (Ковалёв), Kuznyecov (Кузнецов) – oroszul
- Kovář – csehül
- Schmidt, Schmid, Schmitt, Schmitz, Schmied – németül
- Smit, Smid, Smidt, Smed – hollandul
- Smith – angolul

## Híres Lefebvre nevű személyek
Lefebvre, Lefèbvre
- Édouard René Lefebvre de Laboulaye (1811–1883) francia jogtörténeti író, tanár, politikus, az MTA tiszteleti tagja
- François Joseph Lefebvre (1755–1820) francia tábornok, Franciaország marsallja, Danzig hercege
- Germaine Lefebvre, művésznevén Capucine (1928–1990) francia származású amerikai színésznő, fotómodell
- Marcel Lefebvre (1905–1991) francia katolikus érsek, a Szent X. Piusz Papi Testvériség alapítója

Lefèvre
- Jacques Lefèvre d’Étaples (Faber Stapulensis, 1450–1536) francia katolikus pap, teológus, filozófus, humanista, vallási reformátor